# Кировский сельсовет (Жлобинский район)
Ки́ровский сельсове́т (белор. Кіраўскі сельсавет) — административная единица на территории Жлобинского района Гомельской области Беларуси. Административный центр — агрогородок Кирово.

## География
Расположен в северо-восточной части Жлобинского района.
Граничит с Майским, Староруднянским, Пиревичским сельсоветами Жлобинского района, Буда-Кошелёвским и Рогачёвским районами Гомельской области.
Протекают реки: Окра, Ржавка.
Приток: Ржача.
Расположен водоём: оз.Святое, пруд в аг. Бобовка.

## Транспортная сеть
Проходят автомагистрали: М-5, Н-4337.
Проходит участок железной дороги: Минск-Гомель.
Проходит участок газопровода: Гомель-Минск.

## Состав
Кировский сельсовет включает 10 населённых пунктов:
- Бобовка — агрогородок
- Долина — деревня
- Кирово — агрогородок
- Луговая Вирня — деревня
- Осиновка — деревня
- Питеревка — деревня
- Подлесье — деревня
- Селивоновка — деревня
- Шапарня — деревня